# Mercurio (Duquesnoy)
Mercurio è una scultura bronzea realizzata dallo scultore fiammingo François Duquesnoy e raffigurante il dio Mercurio. Probabilmente fusa negli anni trenta del XVII secolo, ma senza dubbio anteriormente al 1636, quando fu riprodotta in un'incisione a Roma.
Il bronzo è attualmente parte della collezione privata del Liechtenstein Museum di Vienna. Un'altra opera in bronzo del Duquesnoy, avente le stesse dimensioni circa e datata allo stesso periodo, l'Apollo e Cupido, è allo stesso modo ospitata nel museo.

## Storia
La scultura fu commissionata a Duquesnoy da Vincenzo Giustiniani, che già in precedenza aveva richiesto lo scultore fiammingo, peraltro suo amico, per la realizzazione di altre opere. Negli anni trenta del Seicento, Giustiniani aiutò Duquesnoy per la conclusione di uno dei suoi capolavori - il Sant'Andrea - anticipandogli i 300 scudi previsti come pagamento per la commissione di una scultura della Vergine.
Giustiniani era di origini greche, nonché amante dell'arte greca e della scultura antica. Sostenne infatti la rinascita dello stile greco, trovando nel Duquesnoy (forse l'esponente di maggior spicco del gruppo di artisti tradizionalisti presenti a Roma) e nel suo Ideale Greco l'artista perfetto da patrocinare. La commissione del Mercurio (o Ermes) al Fiammingo enfatizza il suo entusiasmo per la maniera greca e la ripresa dello stile bizantino in generale.
Stando a quanto affermò Giovanni Pietro Bellori, l'opera era stata originariamente elaborata simmetricamente ad un Ercole bronzeo già posseduto dal Giustiniani. Nella sua Nota delli musei, librerie, galerie et ornamenti di statue e pitture ne' palazzi, nelle case e ne' giardini di Roma, il Mercurio e una scultura di Atena sono descritti come le opere più rilevanti della collezione Giustiniani. Da un inventario del 1638 si sa che il Mercurio di Duquesnoy e l'Ercole sono collocati uno accanto all'altro sullo stesso tavolo.
Lo scultore austriaco Georg Raphael Donner ammirò largamente il Mercurio e l'Apollo e Cupido di Duquesnoy. Nel XVIII secolo l'opera fu ritenuta di età antica, essendosi perduta l'attribuzione della stessa all'artista fiammingo: lo stesso Donner la riproduceva credendola un bronzo antico.

## Descrizione
Mercurio è raffigurato in posizione eretta, mentre poggia la sua mano destra sul ceppo di un albero mentre piega graziosamente il suo corpo verso destra. Il ginocchio destro è piegato verso sinistra in un'elegante posa. Mercurio si volge all'indietro a guardare un putto intento a legare le ali ai piedi del dio; l'originale amorino è andato successivamente perduto.
Mercurio rappresenta la visione e l'interpretazione della pregevole scultura greca del Fiammingo. Tra i tratti caratteristici del Duquesnoy si riscontrano la magrezza tonica e la lunghezza apparentemente manieristica degli arti: ambedue sono visibili nell'opera.